# Вальтер Ассманн
Вальтер Карл Фрідріх Ассман (нім. Walter Karl Friedrich Aßmann; 22 липня 1896, Мюльгаузен — 1 травня 1964, Оффенбах-на-Майні) — німецький офіцер, генерал-лейтенант вермахту, доктор стоматології (1921). Кавалер Лицарського хреста Залізного хреста.

## Біографія
Син торговця. Учасник Першої світової війни. 20 січня 1920 року вийшов у відставку.
15 липня 1934 року поступив на службу в рейхсвер. З 12 липня 1944 по 8 травня 1945 року — командир 101-ї єгерської дивізії. 9 травня 1945 року разом із солдатами дивізії здався в полон американям. Звільнений 25 червня 1947 року. Після війни зайнявся медичною практикою.

## Звання
- Доброволець (10 серпня 1914)
- Єфрейтор (27 січня 1915)
- Унтер-офіцер (22 березня 1915)
- Фенріх (18 червня 1915)
- Лейтенант (18 серпня 1915)
- Обер-лейтенант (10 лютого 1920) — одержав після виходу у відставку з правом носіння уніформи.
- Гауптман (15 липня 1934)
- Майор (1 жовтня 1938)
- Оберст-лейтенант (1 вересня 1941)
- Оберст (1 травня 1942)
- Генерал-майор (1 вересня 1944)
- Генерал-лейтенант (16 березня 1945)

## Нагороди

### Перша світова війна
- Нагрудний знак «За поранення» в чорному (1915)
- Залізний хрест
  - 2-го класу (28 серпня 1915)
  - 1-го класу (16 жовтня 1916)
- Медаль «За відвагу» (Гессен) (25 травня 1917)
- Ганзейський Хрест (Гамбург) (5 березня 1918)

### Міжвоєнний період
- Сілезький Орел 2-го ступеня
- Почесний хрест ветерана війни з мечами (12 лютого 1935)
- Медаль «За вислугу років у Вермахті» 4-го класу (4 роки) (2 жовтня 1936)

### Друга світова війна
- Застібка до Залізного хреста
  - 2-го класу (29 червня 1940)
  - 1-го класу (15 липня 1941)
- Німецький хрест в золоті (25 квітня 1942) — як оберст-лейтенант і командир 478-го піхотного полку 258-ї піхотної дивізії.
- Медаль «За зимову кампанію на Сході 1941/42»
- Лицарський хрест Залізного хреста (10 лютого 1945)